# Verwaltungsgemeinschaft Köthen-Arensdorf-Baasdorf
In der Verwaltungsgemeinschaft Köthen-Arensdorf-Baasdorf waren die Gemeinden Arensdorf und Baasdorf sowie die Stadt Köthen (Anhalt) im sachsen-anhaltischen Landkreis Köthen zusammengeschlossen. Am 1. Januar 2004 wurde sie aufgelöst, indem die Gemeinden Arensdorf und Baasdorf in die Stadt Köthen, die zur Einheitsgemeinde wurde, eingemeindet wurden.